# Başçeşme
Başçeşme ist ein Dorf im Landkreis Bozkurt der türkischen Provinz Denizli.
Başçeşme liegt etwa 47 Kilometer nordöstlich der Provinzhauptstadt Denizli und 8 Kilometer westlich von Bozkurt. Başçeşme hatte laut der letzten Volkszählung 182 Einwohner (Stand Ende Dezember 2010).